# Пилявська сільська рада (Бучацький район)
Пи́лявська сільська́ ра́да — адміністративно-територіальна одиниця та орган місцевого самоврядування в Бучацькому районі Тернопільської області. Адміністративний центр — село Пилява.

## Загальні відомості
Пилявська сільська рада утворена в 1944 році.
- Територія ради: 29,61 км²
- Населення ради: 1 626 осіб (станом на 2001 рік)
- Територією ради протікає річка Вільховець

## Населені пункти
Сільській раді підпорядковані населені пункти:
- с. Пилява
- с. Мартинівка
- с. Новоставці

## Склад ради
Рада складається з 16 депутатів та голови.
- Голова ради:
- Секретар ради: Касіян Галина Теофілівна

### Керівний склад попередніх скликань
| Прізвище, ім'я, по батькові | Основні відомості                                    | Дата обрання | Дата звільнення |
| --------------------------- | ---------------------------------------------------- | ------------ | --------------- |
| Сеник Богдан Іванович       | Сільський голова, 1954 року народження, безпартійний | 26.03.2006   | 31.10.2010      |

Примітка: таблиця складена за даними сайту Верховної Ради України

### Депутати
За результатами місцевих виборів 2010 року депутатами ради стали:

#### За суб'єктами висування
| Суб'єкт висування | Кількість обраних депутатів | %   |
| ----------------- | --------------------------- | --- |
| Самовисування     | 16                          | 100 |

#### За округами
| № округу | Прізвище, ім'я, по батькові  | Дата визнання обраним | Освіта             | Партійна приналежність | Відомості про обраного депутата                                              |
| -------- | ---------------------------- | --------------------- | ------------------ | ---------------------- | ---------------------------------------------------------------------------- |
| 1        | Бабій Микола Миколайович     | 01.11.2010            | середня            | позапартійний          | ПП «Музсервісстрой», робочий                                                 |
| 2        | Данилишин Оксана Вікторівна  | 01.11.2010            | середня спеціальна | позапартійна           | Бучацький територіальний центр, соціальний робітник                          |
| 3        | Касіян Галина Теофілівна     | 03.11.2010            | середня спеціальна | позапартійна           | Пилявська сільська рада, секретар сільської ради                             |
| 4        | Галунка Василь Миколайович   | 01.11.2010            | середня спеціальна | позапартійний          | приватний підприємець                                                        |
| 5        | Давидяк Ольга Володимирівна  | 01.11.2010            | вища               | позапартійна           | Пилявська сільська рада, бухгалтер                                           |
| 6        | Галунка Михайло Іванович     | 01.11.2010            | середня спеціальна | позапартійний          | Новоставський сільський клуб, зав клубо м                                    |
| 7        | Гриньків Марія Дмитрівна     | 01.11.2010            | вища               | позапартійна           | Медведівська сільська рада, бухгалтер                                        |
| 8        | Мацьків Марія Іванівна       | 01.11.2010            | вища               | позапартійна           | Пилявська сільська рада, пом. бухгалтера                                     |
| 9        | Гриньків Галина Іванівна     | 01.11.2010            | вища               | позапартійна           | Пилявська сільська рада, землевпорядник                                      |
| 10       | Пискливець Галина Михайлівна | 01.11.2010            | середня спеціальна | позапартійна           | Пилявська амбулаторія загальної практики — сімейної медицини, медична сестра |
| 11       | Тимчій Йосип Степанович      | 01.11.2010            | середня            | позапартійний          | РЦ ФЗН «Спорт для всіх» у м. Бучач, спеціаліст по спорту                     |
| 12       | Дзюрбан Володимир Степанович | 01.11.2010            | середня            | позапартійний          | ПП «Тимура Д. О.» м. Монастириськ (Філія в м. Бучач), робітник               |
| 13       | Савка Михайло Дмитрович      | 01.11.2010            | середня            | позапартійний          | тимчасово не працює                                                          |
| 14       | Молодан Ігор Филимонович     | 01.11.2010            | середня спеціальна | позапартійний          | ТзОВ «Бучачагрохлібпром», механізатор                                        |
| 15       | Щербаков Василь Йосипович    | 01.11.2010            | середня спеціальна | позапартійний          | тимчасово не працює                                                          |
| 16       | Мороз Володимир Зіновійович  | 01.11.2010            | середня спеціальна | позапартійний          | тимчасово не працює                                                          |